# 罗伯特·C·艾伦
罗伯特·C·艾伦（1947年1月10日—）是一位美国经济史学家，本科毕业于卡尔顿学院，博士毕业于哈佛大学，现为阿布扎比纽约大学经济史教授，主要作品有入选牛津通识读本的《全球经济史》（Global Economic History）、《工业革命》（The Industrial Revolution）等。